# モンテリッジョーニ
モンテリッジョーニ (伊: Monteriggioni) は、イタリア共和国トスカーナ州シエーナ県にある、人口約10,000人の基礎自治体（コムーネ）。

## 地理

### 位置・広がり

#### 隣接コムーネ
隣接するコムーネは以下の通り。
- カーゾレ・デルザ
- カステッリーナ・イン・キアンティ
- カステルヌオーヴォ・ベラルデンガ
- コッレ・ディ・ヴァル・デルザ
- ポッジボンシ
- シエーナ
- ソヴィチッレ

### 気候分類・地震分類
モンテリッジョーニにおけるイタリアの気候分類 (it) および度日は、zona D, 1687 GGである。
また、イタリアの地震リスク階級 (it) では、zona 3 (sismicità bassa) に分類される。

## 行政

### 分離集落
モンテリッジョーニには以下の分離集落（フラツィオーネ）がある。
- Abbadia a Isola, Badesse, Basciano, Belverde, Castellina Scalo, Lornano, Montarioso, Quercegrossa, Santa Colomba, Strove, Tognazza, Uopini